# Kanton Montrichard
Kanton Montrichard (francouzsky Canton de Montrichard) je francouzský kanton v departementu Loir-et-Cher v regionu Centre-Val de Loire. Tvoří ho 13 obcí.

## Obce kantonu
- Angé
- Bourré
- Chaumont-sur-Loire
- Chissay-en-Touraine
- Faverolles-sur-Cher
- Monthou-sur-Cher
- Montrichard
- Pontlevoy
- Rilly-sur-Loire
- Saint-Georges-sur-Cher
- Saint-Julien-de-Chédon
- Thenay
- Vallières-les-Grandes